# Hornsignal
Hornsignale sind Melodien, die mit dem Horn geblasen werden. Hornsignale wurden bis in das 20. Jahrhundert insbesondere vom Militär und der Post eingesetzt. Heute werden Signale noch bei der Jagd als Leitsignale oder als Tradition verwendet.

## Geschichte

### Militär
Siehe auch Militärmusik
Hornsignale wurden bereits in der römischen Legion verwendet. Dort wurden die Bucina und das Cornu, der Vorläufer für das moderne Horn, eingesetzt. Das Horn war dort vor allem für taktische Signale genutzt, um die Feldzeichen und damit die einzelnen Einheiten zu dirigieren.
Ab dem Dreißigjährigen Krieg wurden Hornsignale immer eingesetzt, zum einen um zusammen mit Trommeln für eine Kommunikation auf dem Schlachtfeld zu sorgen, zum anderen um beim Gegner Verwirrung zu stiften. Im Lauf der Jahre wurden so bei den Armeen in Europa und Nordamerika unterschiedliche Hornsignale eingeführt.
Insbesondere bei der Kavallerie war es üblich, Hornsignale in die tägliche Kasernenroutine einzubauen. Bei der US Army hatte jeder Auftrag im Lager ein bestimmtes Signal. Der Alarmruf „Stiefel und Sattel“ war der wichtigste Ruf und wurde zur Übung mehrmals am Tag gespielt.
Durch die Hornsignale konnte ein Befehlshaber seiner Einheit befehlen, wie sie weiter zu agieren hatte. Typische Befehle waren „Angriff“, „Links flankieren“, „Rechts flankieren“, „Meldung“, „Trab“, „Galopp“, „Aufstehen“, „Fallen lassen“, „Feuer frei“, „Feuer einstellen“ oder „Verteilen“.
Das heutzutage bekannteste Signal ist das in vielen Western verwendete Angriffssignal (Charge) der US-Kavallerie.

### Beispiele
- Adjutantenruf (Adjutants Call)
- Wecken (Reveille)
- Zapfenstreich (Tattoo)
- Zur Fahne (To the Color)

### Post
Siehe: Hauptartikel Posthorn.

### Jagd
Siehe: Hauptartikel Jagdsignal.